# Bolani, Aland
Bolani là một làng thuộc tehsil Aland, huyện Gulbarga, bang Karnataka, Ấn Độ.